# Nati nel 1029
| Questa pagina contiene informazioni ricavate automaticamente dalle voci biografiche con l'ausilio del template Bio e di un bot. L'aggiornamento è periodico e automatico e ricostruisce completamente la pagina. Se manca una persona in questa lista, sei pregato di non aggiungerla, ma accertati piuttosto che la sua voce biografica contenga il template Bio e che i dati anagrafici siano correttamente compilati. Se il template Bio manca, inseriscilo tu stesso o, in alternativa, metti l'avviso {{tmp\|Bio}} che ne segnala la mancanza. Se i dati riportati sono sbagliati, correggi direttamente la voce biografica; le modifiche saranno visibili in questa lista entro pochi giorni. Per chiarimenti vedi il progetto biografie. La lista contiene solo le 5 persone che sono citate nell'enciclopedia e per le quali è stato implementato correttamente il template Bio. Pagina aggiornata al 13 gen 2025. |

- 2 luglio - Al-Mustanṣir bi-llāh, imam siriano († 1094)
- 6 luglio - Sa'id al-Andalusi, storico, astronomo e matematico arabo († 1070)
- Al-Zarqali, astronomo e astrologo arabo († 1087)
- Teodosio di Pečers'k, monaco cristiano russo († 1074)
- Ulrico di Zell, monaco cristiano e abate tedesco († 1093)